# GP JOULE Arena
Die GP JOULE Arena (von 2012 bis 2023 Flens-Arena, von 2001 bis 2012 und von 2023 bis 2024 Campushalle) ist eine Mehrzweckhalle im Stadtteil Sandberg der schleswig-holsteinischen Stadt Flensburg. Sie befindet sich auf dem Hochschulcampus der Universität Flensburg und der Hochschule Flensburg.

## Lage
Die Halle liegt am Rande des Campus ungefähr zwei Kilometer von der Flensburger Innenstadt entfernt. Die Fördehalle, in der früher viele der größeren Events der Stadt, so auch Handballspiele stattfanden, liegt fast vier Kilometer entfernt, nahe der Exe im Stadtteil Friesischer Berg.

## Geschichte
Die 2001 errichtete Halle dient dem Hochschulsport. In dem Gebäudekomplex befinden sich ein Fitnessstudio und Räume, die für die Ausbildung der Sport-Lehramtsstudenten genutzt werden. Zudem wird die Halle als Veranstaltungsplatz für Konzerte, Hochschulfeste, Messen und Ausstellungen genutzt. Seit dem 2. Dezember 2001 trägt der Handball-Bundesligist SG Flensburg-Handewitt dort seine Heimspiele aus, wobei eine Bilanz von 377 Siegen, 21 Unentschieden und 51 Niederlagen steht. Zu den bislang 501 Partien kamen insgesamt 2.595.607 Zuschauer (Stand: Juli 2022). Die „Hölle Nord“ fasst 6300 Zuschauer und besaß zum Zeitpunkt ihrer Eröffnung mit über 1500 Plätzen die größte Stehplatztribüne der Handball-Bundesliga.
Der ursprünglich namenlose Platzbereich beim Eingang vor der Halle wurde im August 2010 von der Stadt Flensburg offiziell nach dem Handballer Lars Christiansen benannt. Ein gelbes Schild weist heute auf den Namen Lars-Christiansen-Platz hin.
Die Betreiberin der Halle ist seit dem 1. Januar 2012 die Förde Show Concept GmbH aus Flensburg.

## Namenssponsoring
Mit dem Einstieg der Flensburger Brauerei als Nachfolger der Nord-Ostsee Sparkasse als Hallenhauptsponsor wurde die Halle am 14. November 2012 in Flens-Arena umbenannt.
Anfang April 2023 erwarb die SG Flensburg-Handewitt die Namensrechte an der Halle zurück, seitdem hieß sie wieder „Campushalle“. Seit September 2024 ist der offizielle Name „GP JOULE Arena“, nach einem Energieversorgungsunternehmen für regenerative Energien.

## Galerie

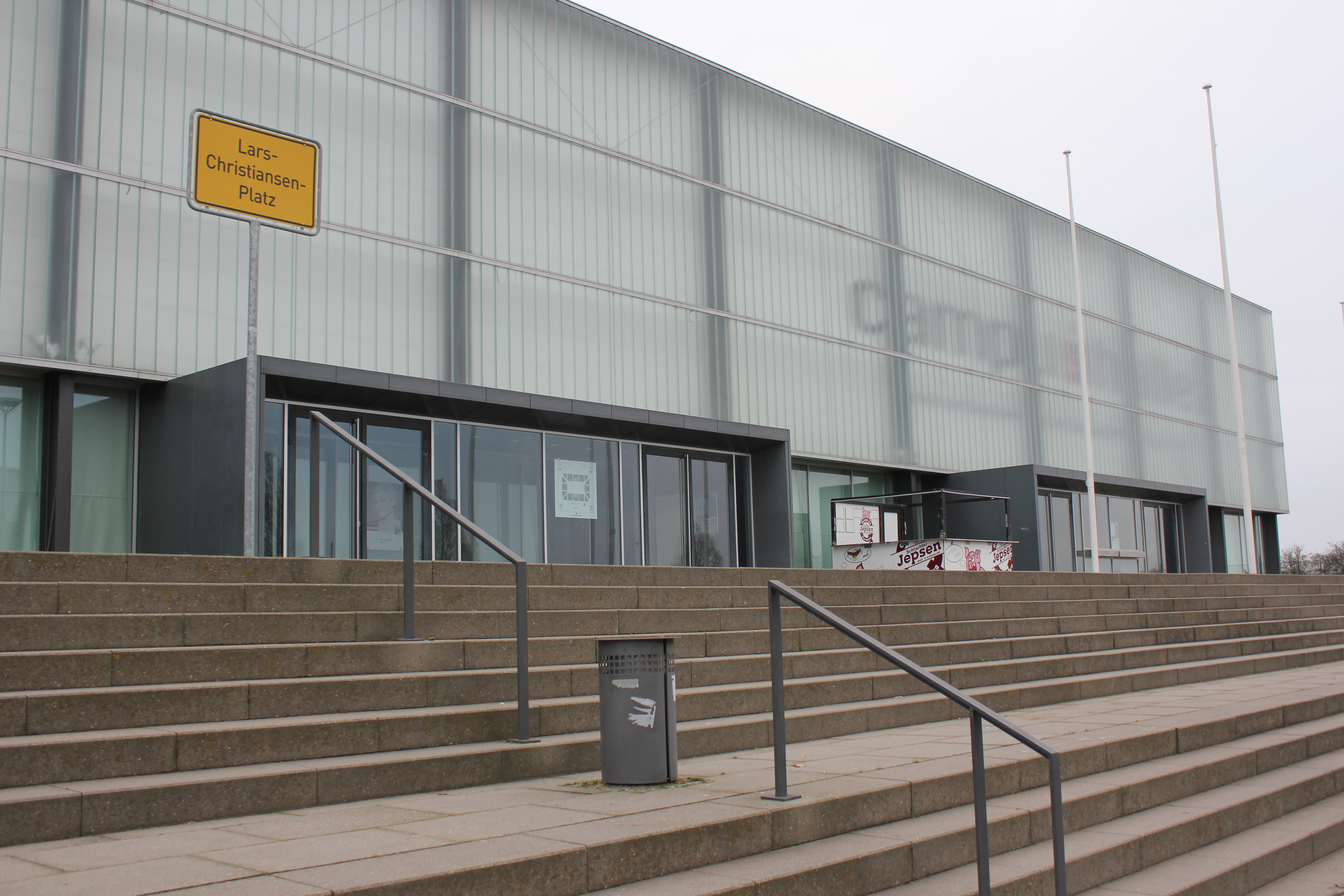
Die Vorderseite der Halle. Der Platz vor der Halle wurde nach dem ehemaligen Spieler Lars Christiansen benannt.
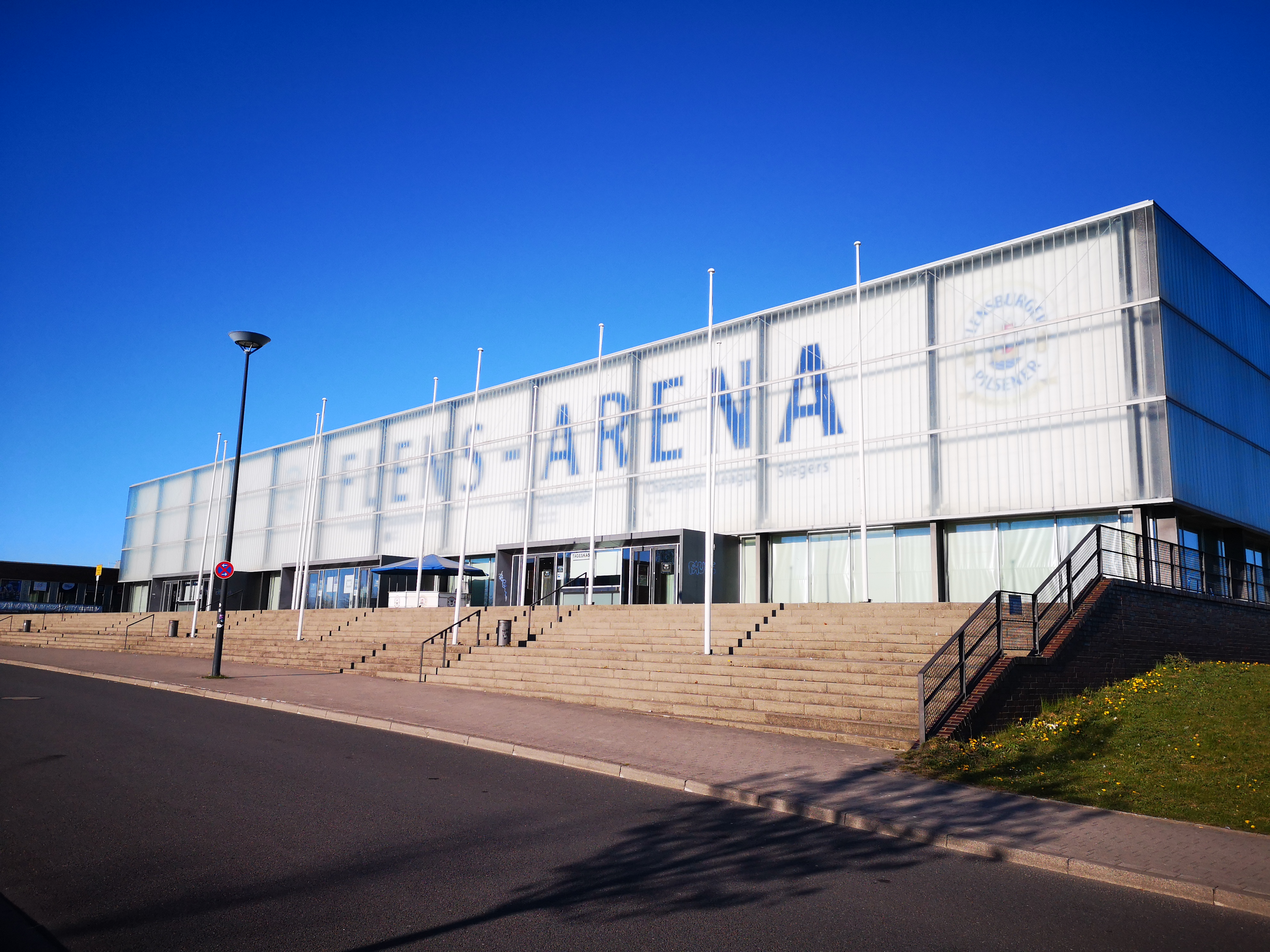
Die Halle im April 2019
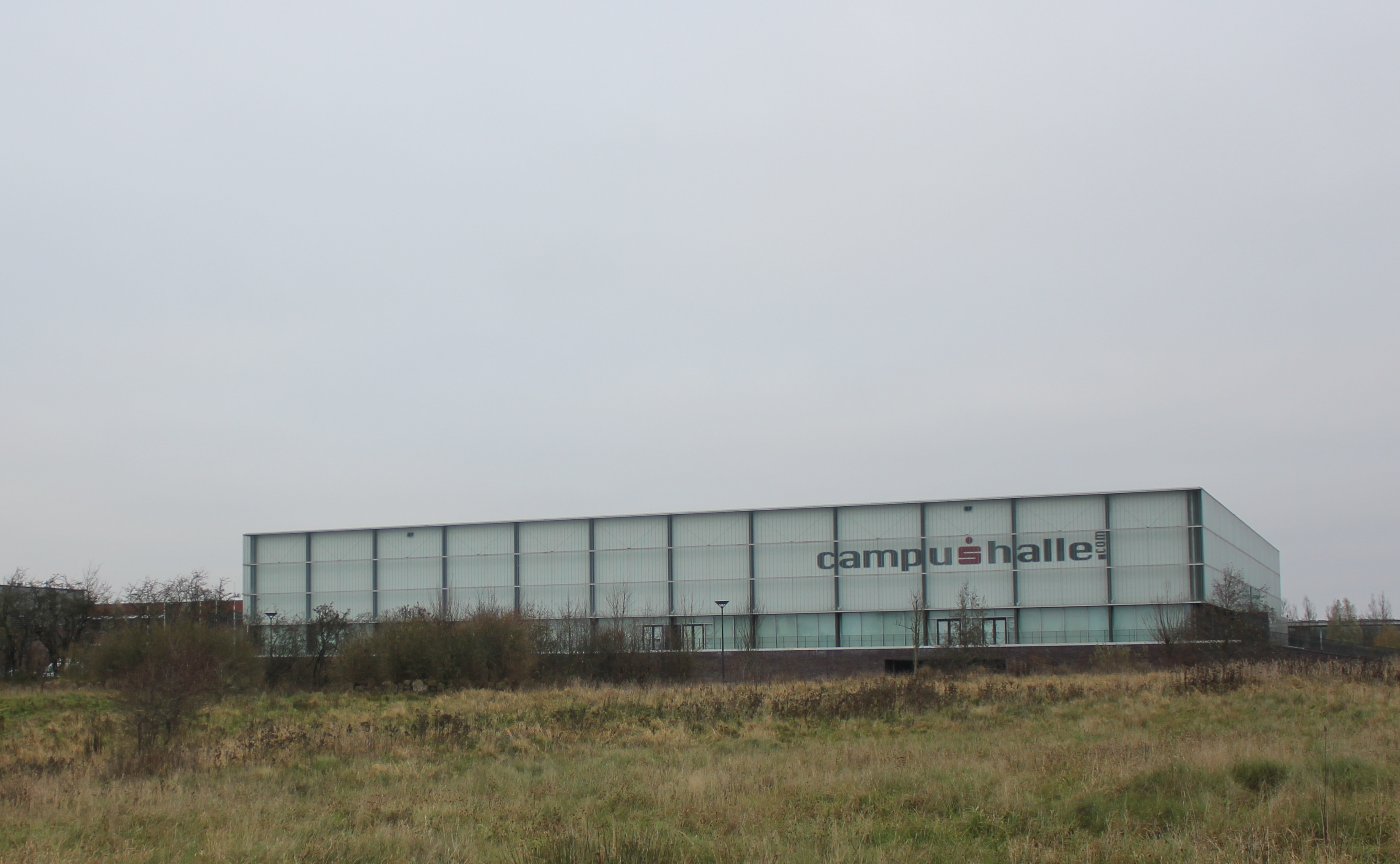
Seitenansicht der Halle
Früheres Logo